# Sitta villosa
El trepador chino (Sitta villosa) es una especie de ave paseriforme de la familia Sittidae.
Es un pequeño trepador que de 11.5 cm de longitud. Las partes superiores son de color azules grisáceas, mientras que sus partes inferiores son antes grisáceas a naranja opaco y canela, con mejillas blancas. Hay un marcado dimorfismo sexual: el macho adulto se distingue por su píleo negro cuando en la hembra es del mismo color que la parte trasera, o más oscuro del plumaje gris que se usa. El canto es variable y consiste en repeticiones de invariantes pequeños silbidos. La especie se alimenta principalmente de insectos en verano y complementa su dieta con semillas y frutas. Coloca el nido generalmente en un agujero en lo alto de una conífera. La pareja llega a tener cinco o seis polluelos por año.
El trepador chino vive desde el centro de China hasta noreste del país, en Corea y en el extremo sudeste de Rusia. Se distinguen dos subespecies: S. v. villosa y S. v. bangsi (con pequeñas diferencias en sus distribuciones y coloraciones). El trepador chino es filogenéticamente cercano al trepador corso (S. whiteheadi) que, sin embargo, está a varios miles de kilómetros, y ambas especies están, a su vez, estrechamente relacionadas con el trepador canadiense (S. canadensis). El alcance del ave es muy amplio y su crecimiento parece que no declina, por lo que la Unión Internacional para la Conservación de la Naturaleza la considera de «menor preocupación».

## Descripción

### Plumaje y mediciones

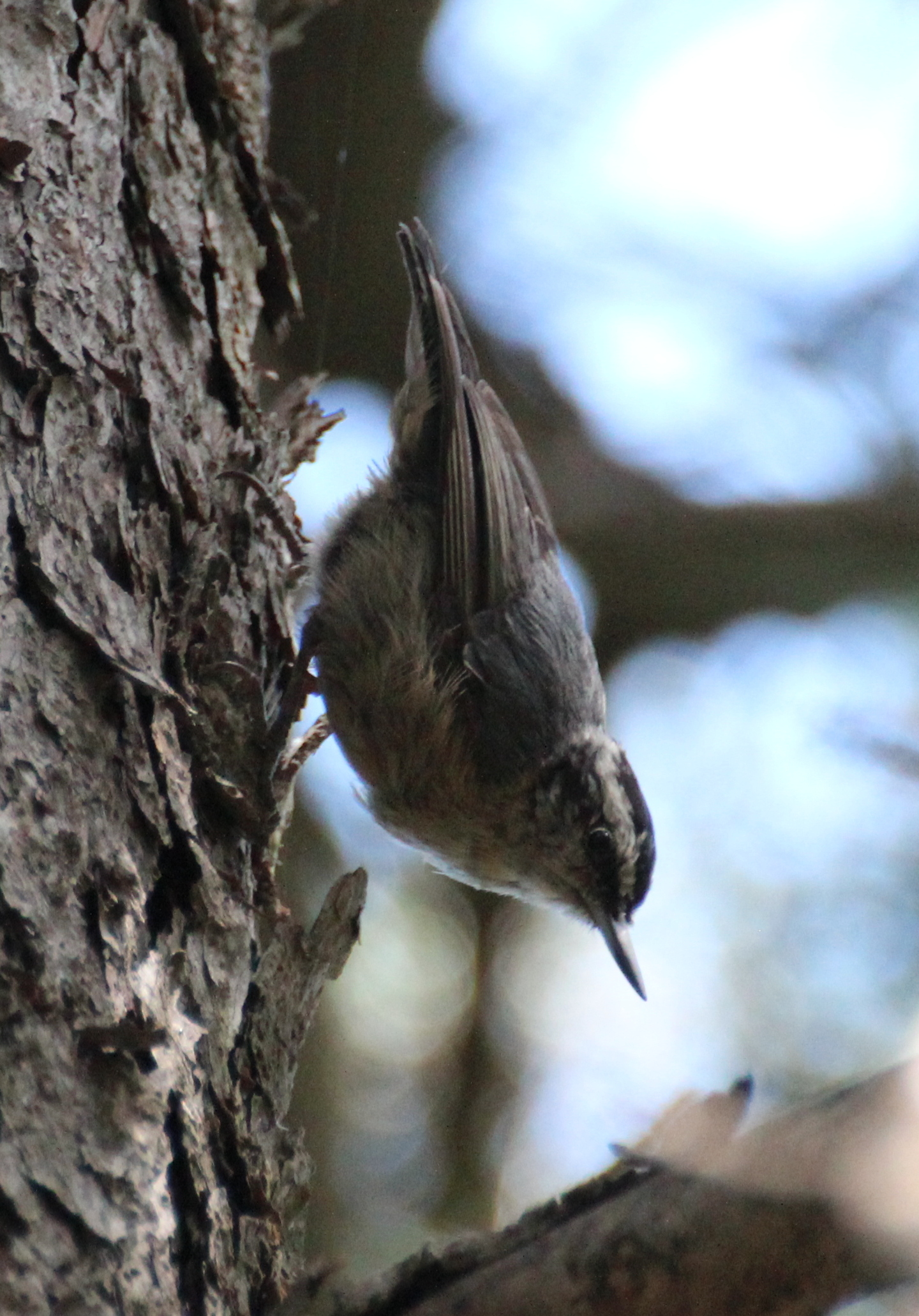
Un trepador chino fotografiado cuando desciende de cabeza el tronco de un árbol, en China.

Las partes superiores del trepador chino son de color azul grisáceo, con un brillante píleo negro a gris oscuro; las partes inferiores son bastante claras, de débil ante-grisáceo a una naranja canela. El color varía de forma significativa por sexo, desgaste del plumaje y subespecies. La especie tiene una marcada lista superciliar blanca, y una línea ocular negra más o menos definida. El pico es prominente y puntiagudo, con el borde de la mandíbula superior (culmen) dirigido a la derecha, lo que puede dar la impresión de que la punta del pico se dirige hacia arriba. El pico es negro pizarra, con la base de la mandíbula inferior azul grisáceo. El iris es de color marrón a marrón oscuro, y las piernas y los dedos son opacos, azul grisáceo a marrón grisáceo.
Hay un dimorfismo sexual muy marcado: el macho tiene un píleo negro y una marcada línea ocular negra enmarcanda una lista superciliar blanca en contraste, mientras que en la hembra el píleo es apenas es más oscuro que el resto de las partes superiores del plumaje nuevo, haciéndose en más oscuro cuando las plumas se desgastan, primero por el frente, para terminar con un más o menos negro hollín desgastado. Su línea ocular también está menos definida, la lista superciliar cejas el opaca y más delgada. La hembra es generalmente más opaca que el macho: los escapulares son menos vívidos, las plumas de las alas con flecos de las partes inferiores son marrón oscuro y menos coloridas. El macho juvenil tiene el píleo negro más oscuro que las hembras, pero es menos negro y menos brillante que el de los varones adultos; partes inferiores son color canela sin embargo más oscuras y coloridas. En la subespecie nominal, los jóvenes también son color canela en las plumas de sus alas cuando en las plumas de adultos son por lo general opacas, tirando a gris. En la subespecie S. v. bangsi, los adultos tienen plumas color canela, y son generalmente más coloridos que la subespecie S. v. villosa, el macho que tiene las partes inferiores color naranja canela y en hembra son canela-ocre apagado. Sin embargo, al final del invierno, las dos subespecies tienen coloraciones más claras y similares. La subespecie S. v. corea es más cercana la subespecie nominal, y más pequeña, pálida y grisácea.
La especie es pequeña, mide 11.5 cm de longitud. En S. v. villosa el ala plegada llega a medir 63 a 70 mm en los machos y 63 a 69 mm en las hembras; en la subespecie S. v. bangsi es 67 a 75 mm en los machos y 67 a 72 mm en las hembras. En S. v. villosa, la cola mide 34 a 40 mm en los machos y 31 a 38 mm en las hembras; en S. v. bangsi es 37 a 41 mm en los machos y 35 a 40 mm en las hembras. La medida del pico es 14.5 a 18 mm y del tarso es 13.5 a 17 mm. El adulto pesa 11.8 g y 11.3 g en promedio para los jóvenes en proceso de maduración.

### Especies similares
Esta especie se encuentra en lugares simpátricos al trepador azul (S. europaea), pero se distingue por su tamaño más pequeño, lista superciliar claramente blanca, píleo negro en el macho, y partes inferiores relativamente unidas, sin coberteras inferiores y flancos rojizos. En China, al oeste de su área de distribución, también se puede encontrar con el trepador de Przewalski (S. przewalskii) y ambos tienen colores canela brillantes en sus partes inferiores. S. villosa contrasta fácilmente por su línea ocular negra, cuando en S. przewalskii tiene mejillas muy claras que contrastan con el pecho. Finalmente, el trepador chino se cercana filogenética y morfológicamente al trepador corso (S. whiteheadi), que, sin embargo, es endémico de Córcega y que, por lo general, tiene partes inferiores mucho menos brillantes; las partes inferiores de un trepador chino con plumaje desgastado son un poco más ocres que las de un trepador corso con plumaje nuevo. Las dos especies están estrechamente relacionadas con el trepador canadiense (S. canadensis), que a su vez tiene partes inferiores más brillantes, con la línea ocular más grande

Especies afines o filogenéticamente cercanas
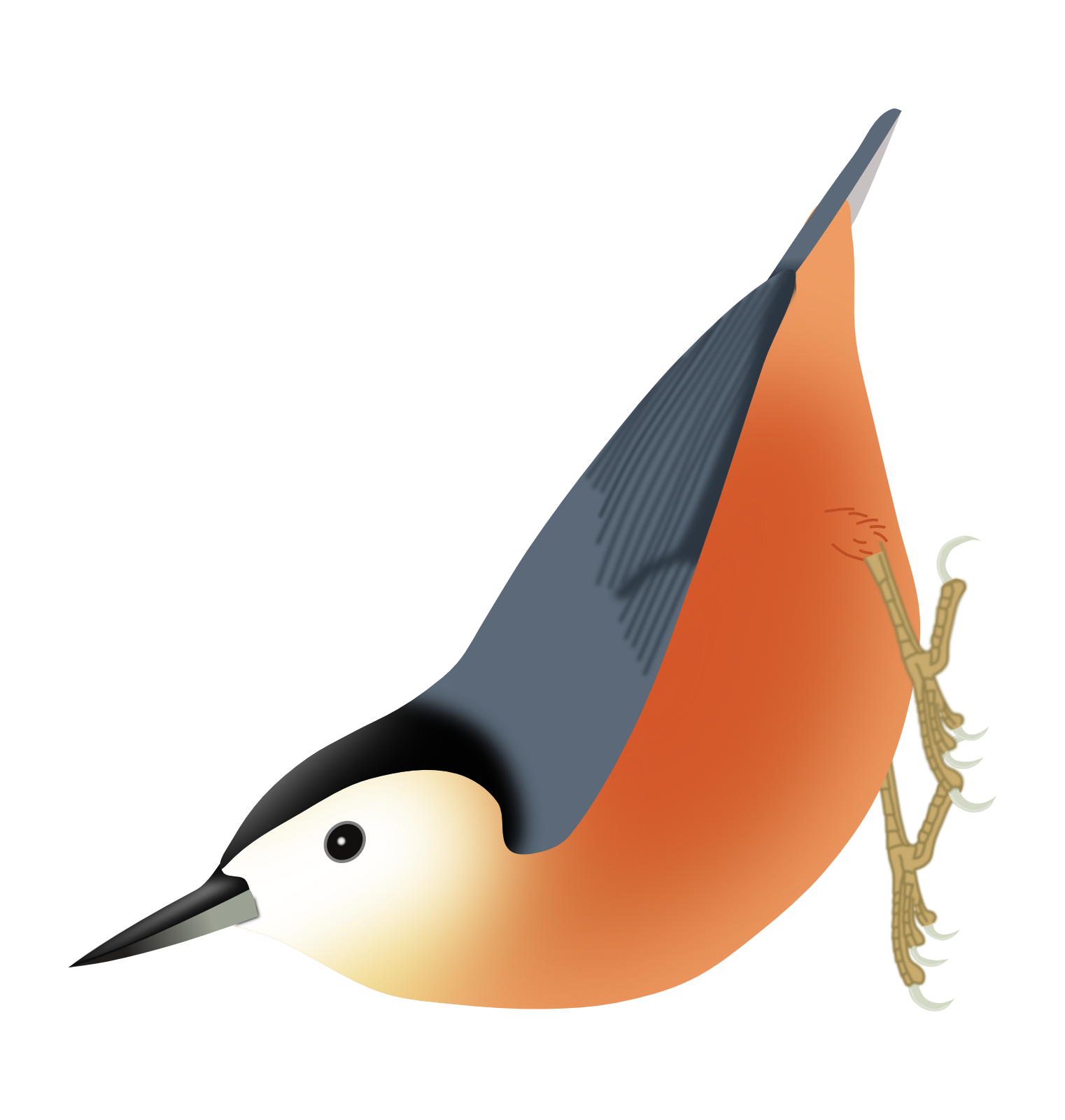
Trepador de Przewalski.
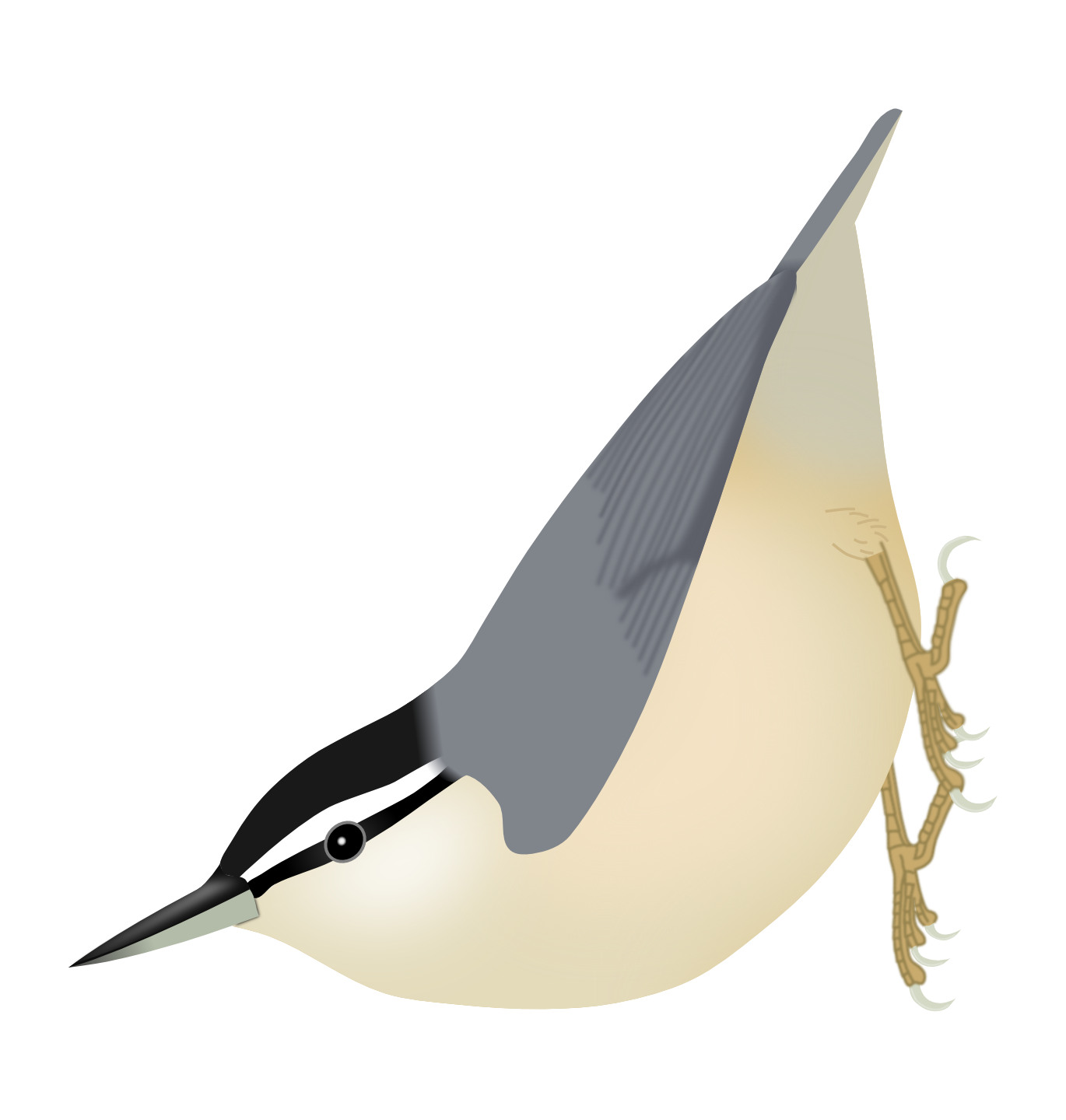
Trepador corso.
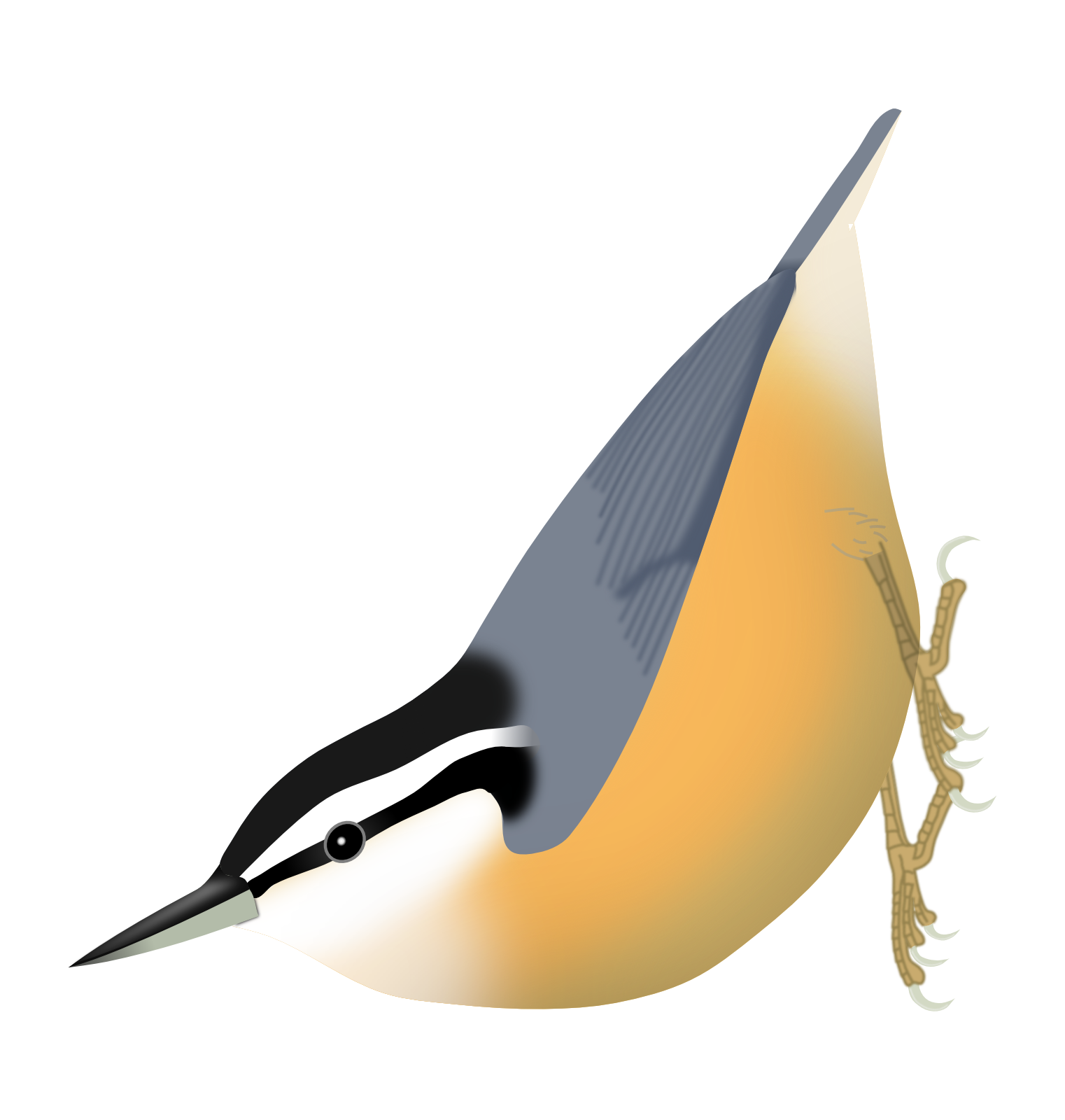
Trepador canadiense.

## Ecología y comportamiento

### Voz
El canto del trepador chino se escucha en la parte superior de los pinos y abetos. El ornitólogo británico Simon Harrap describió tres tipos básicos de gritos. El primero es un grito fuerte y prolongado en «schraa, schraa», lo que recuerda a un arrendajo (Garrulus glandarius), y es similare a los sonidos encontrados en el llanto del trepador corso (S. whiteheadi), el trepador de Cabilia (S. ledanti) o el trepador de Krüper (S. krueperi). Dichos gritos se producen de forma individual o en serie irregular espaciados por 0.3 cada segundo, cuando el ave está agitado o excitado. El segundo tipo consiste en gritos de contacto o llamados tranquilos, más melódicos, en forma de silbido largo o series más cortas y más o menos en un «whip, whip whip, quip-quip-quip-quip» regular que ocasionalmente puede convertirse en un chillido «quit, quit». El canto se compone de dichas notas, lo repite cinco a treinta veces, y aumenta su volumen en la primera parte del canto. Los pequeños silbidos ascendentes también se emiten a un ritmo de siete notas por segundo hasta 1.5 a 2.25 segundos, incluso llega a una nota más alta, y forma un «tsi-pui-pui-pui-pui…». Este tipo de canto es variable y pueden escucharse clics cada doce unidades por segundo, «duiduiduidui…», al igual que algunos trepadores canadienses (S. canadensis), pero más suave y agudo. El último tipo de canto se compone de notas cortas y nasales, en un «quir, quir» producido rápidamente en una serie larga o irregular.

### Alimentación

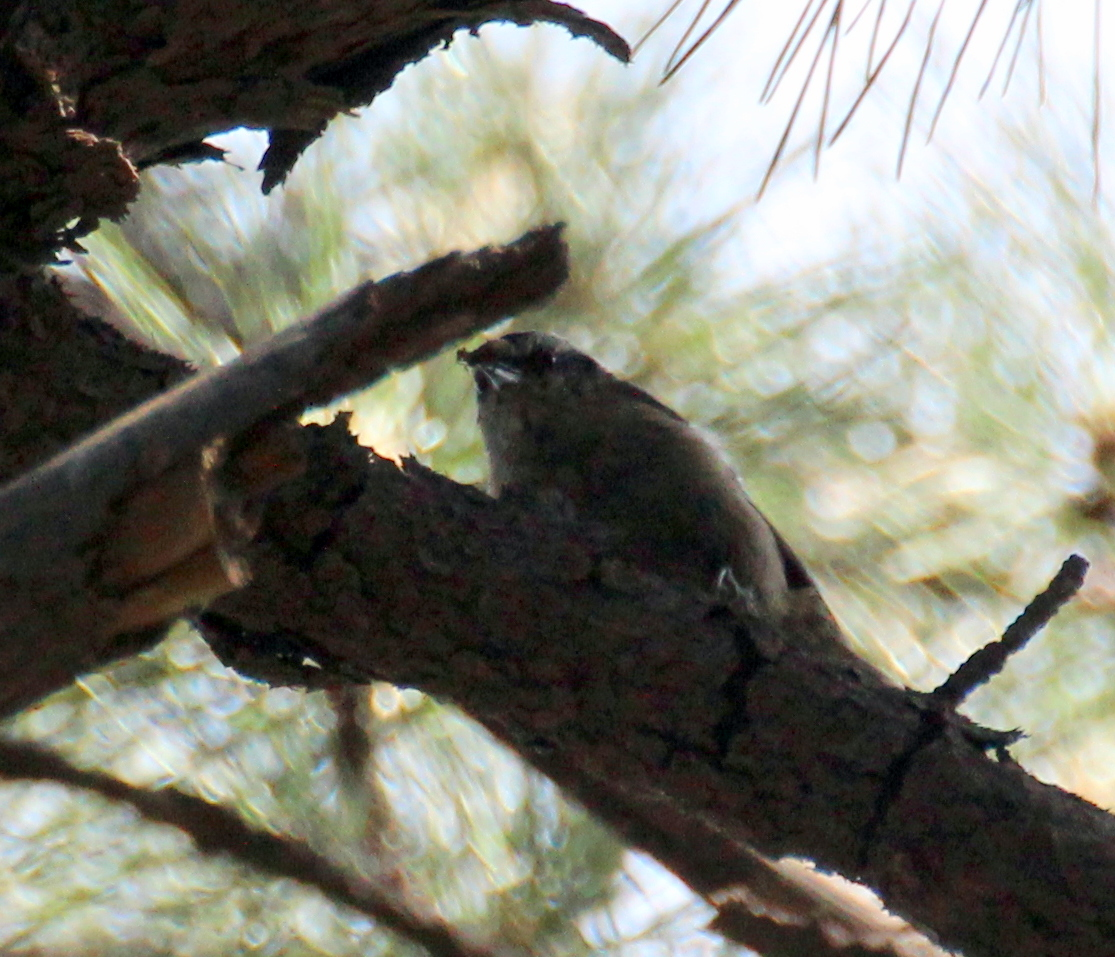
Un trepador chino con un insecto en el pico.

En verano, el trepador chino se alimenta casi exclusivamente de insectos, y estos invertebrados son también la única fuente de alimentación de los jóvenes. En abril y agosto, estudios chinos mostraron que el 98.5 % de su dieta consistía de insectos, entre ellos escarabajos (Coleoptera), avispas (Hymenoptera), mariposas (Lepidoptera), insectos (Heteroptera), homópteros (Homoptera, incluyendo áfidos y cicádidos), neurópteros (Neuroptera) y dípteros (Diptera). Cuando consume insectos los toma con las piernas y los tritura con el pico; también puede capturar insectos voladores. Al igual que otros trepadores, el trepador chino hace reservas alimenticias. En invierno, la dieta consiste principalmente de nueces, semillas y frutos de los árboles. La especie frecuentemente se involucra en bandadas mixtas para la alimentación invernal, donde es observado en parejas.

### Reproducción
En Jilin, la época de reproducción se lleva a cabo a finales de abril y principios de mayo. Coloca su nido, por lo general, en una cavidad en lo alto de una conífera (en promedio, más de 9 m por encima del suelo), pero también puede integrarse en un tronco podrido o en un edificio antiguo. La entrada del nido tiene unos 35 mm de diámetro, y no usa mampostería, pero la especie tapa las grietas por dentro con barro. La pareja construye el nido durante siete a ocho días: hacen un tazón de fibras vegetales, plumas y hierba. La hembra pone cuatro a nueve huevos —generalmente cinco o seis— blancos con marcado color marrón rojizo, y miden 15-17 x 12.5-13 mm. La hembra incuba sola mientras el macho se alimenta, y los pequeños eclosionan después de 15 a 17 días de incubación. Ambos padres participan en su alimentación, y la crianza de los polluelos durante el año.

### Parásitos
Un ácaro plumífero, Pteroherpus surmachi, ha sido descrito en S. villosa por el aracnólogo ruso Sergéi V. Mironov en 2011.

## Distribución y hábitat

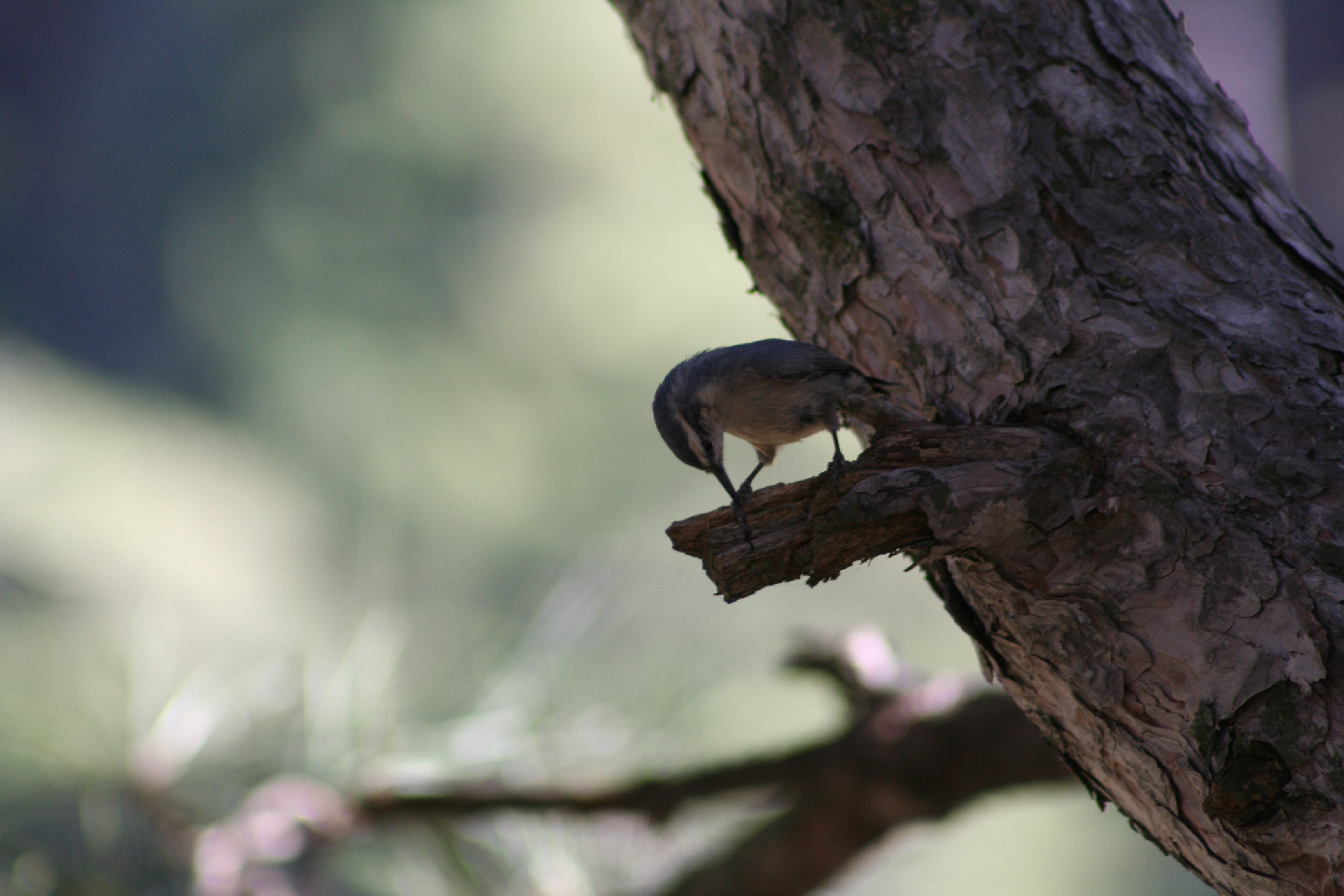
Actualmente el trepador corso es la especie más cerca del trepador chino.

Esta especie vive en el noreste de China, la península de Corea, y en el extremo sudeste de Rusia. Fue descubierto en la isla rusa de Sajalín, pero podría se errático. En China, la distribución comienza en el oeste, en el este de Qinghai, y se extiende hacia el este, en el sudeste y centro de Gansu, la mayor parte de Shaanxi, Shanxi, norte de Hebei hasta la municipalidad de Pekín. Otra parte de la distribución comienza en el sur de Liaoning (en la península de Liaodong), y se extiende en el sur de Jilin y Heilongjiang en el extremo sudeste de Rusia en el krai de Primorie. Es raro encontrarlo en las Coreas: pocas veces anidan en el norte de Corea del Norte y es errático en Corea del Sur; la península está estrechamente relacionada con los bosques de pino rojo de Japón (Pinus densiflora). En China, con la distribución de bosques de coníferas (Pinus, Picea), en ocasiones mezclado con el roble (Quercus) y abedul (Betula).
Curiosamente, un participante holandés en una expedición entomológica en el verano de 2006 observó un par de trepadores en el Altái, cerca del punto limítrofe de China, Kazajistán, Mongolia y Rusia (50°05′12.2″N 87°46′59.4″E / 50.086722, 87.783167), en un alerce (Larix sp.). El macho tenía el píleo de color negro, pero la hembra carecía de él, y ambos tenían una línea ocular oscura cubierta por una lista superciliar blanca. La especie más cercana geográficamente que pudiera ajustarse a esta descripción es el trepador chino, que está lejos de su distribución conocida, aunque el dorso es más pardo que los ejemplares observados. Este informe podría ser un signo de una distribución mucho más amplia de la especie china, o el ave podría ser una especie no descrita, relacionada con S. whiteheadi y S. villosa.

## Taxonomía

### Nomenclatura y subespecies

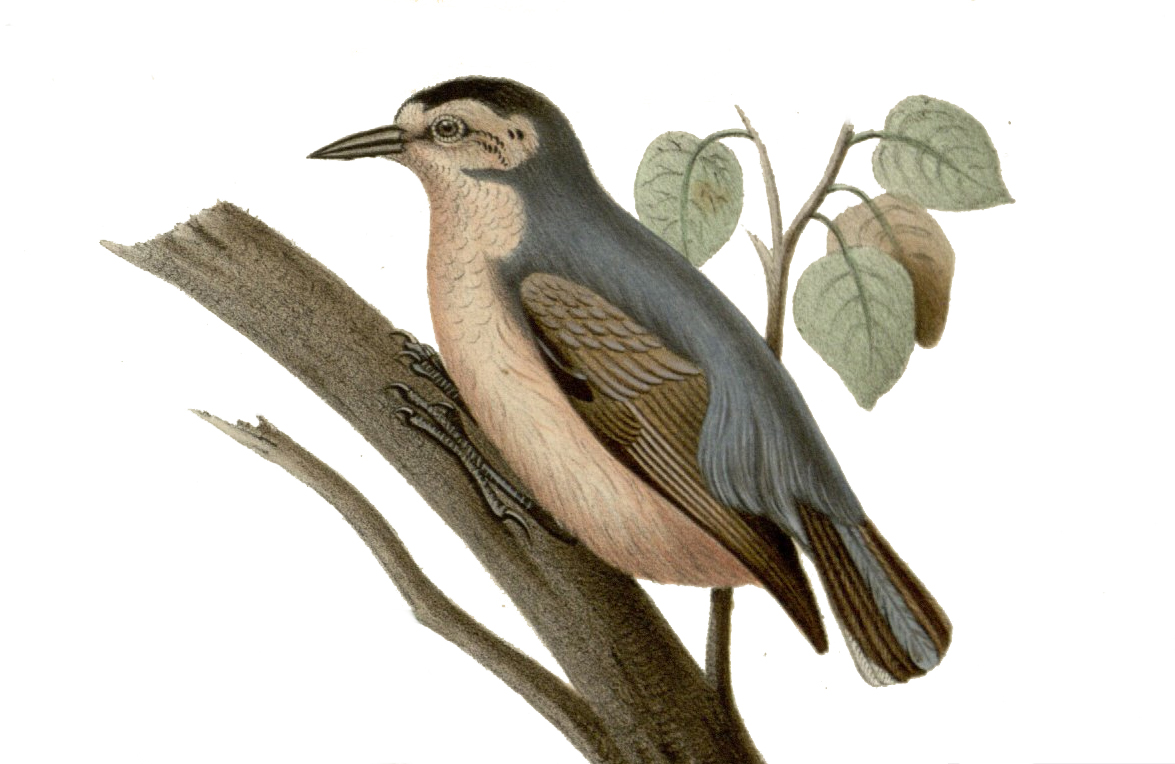
Dibujo de un trepador chino por Josephe Huët (1865) que acompaña la descripción original de la especie por Jules Verreaux.

El trepador azul china fue descrito en 1865 por el ornitólogo francés Jules Verreaux, según las muestras enviadas de Pekín por el misionero Armand David 1862, quien se refirió a la especie como Sitta pekinensis en 1867. Verreaux describió especies tan cercanas al S. canadensis pero esas tenían un plumaje largo y sedoso, y por lo tanto les dio el nombre de "villosa" (que en latín significa «peludo»). En la división en subgéneros del género Sitta, que se utiliza poco, el trepador chino se coloca en Sitta (Micrositta) Buturlín, 1916. Según el Congreso Ornitológico Internacional, se distinguen tres subespecies:
- Sitta villosa bangsi Stresemann, 1929, descrita en 1929 por el ornitólogo alemán Erwin Stresemann a partir de un espécimen encontrado en el noreste de Qinghai,[17] e inicialmente descrito como una subespecie del trepador canadiense (S. canadensis). Esta subespecie vive en el centro norte y nordeste de China;[16] y,
- Sitta villosa villosa J. Verreaux, 1865, la subespecie tipo descrita por Jules Verreaux. Vive en el sudeste de Siberia, y el noreste de China a Corea.[16]
- Sitta villosa corea Ogilvie-Grant, 1906, descrito por el ornitólogo escocés William Robert Ogilvie-Grant, a partir de una muestra a 180 km a sudeste de Seúl. Vive en la península de Corea y en el sureste de Siberia.[16] Este taxón se considerado frecuentemente como una variante de la subespecie nominal, pero Nazarenko sugierió en 2006 mantenerlo separado,[7] lo cual fue aprobado en la cuarta edición de 2014 del libro Howard and Moore Complete Checklist of the Birds of the World, y, a continuación, clasificado en la versión 5.2 (abril de 2015) del Congreso Ornitológico Internacional.[16]

El ornitólogo japonés Tokutaro Momiyama también usó más adelante el nombre Sitta villosa yamashinai Momiyama, 1931, pero como este nombre no se asocia con descripción científica válida es un nomen nudum.

### Filogenia molecular
En 1998, Éric Pasquet estudió el ADN mitocondrial del citocromo-b de diez especies de trepadores, las diferentes especies del grupo del Sitta canadensis, que definió incluyendo seis especies, que también son los que en ocasiones son trata como subgénero Micrositta: canadensis, yunnanensis, villosa, whiteheadi, krueperi y ledanti. El trepador de Yunán (S. yunnanensis) no está incluido en el estudio. Pasquet llegó a la conclusión de que el trepador chino es filogenéticamente más cercano el trepador corso (S. whiteheadi) y el trepador canadiense (S. canadensis), estas tres especies forman un grupo hermano de un clado formado por el trepador de Krüper (S. krueperi) y el trepador de Cabilia (S. ledanti). Las tres primeras especies son incluso lo suficientemente cercanas para ser la misma especie. Sin embargo, por el bien de la estabilidad taxonómica, todos mantienen su estatus como especie completa. En 2014, Éric Pasquet et al publicó una filogenia basada en el ADN nuclear y mitocondrial de 21 especies de trepadores y confirmó la relación del estudio realizado en 1998 en el «grupo canadensis» al añadir al trepador de Yunán (S. yunnanensis), que se encuentra como especie basal.
Las conclusiones del estudio son consistentes con la morfología de la especie, los trepadores canadiense, corso y chino, incluyendo el intercambio como un carácter que deriva en un píleo completamente negro solo presente en los machos, característica única en Sittidae y familias relacionadas. El segundo clado, que consiste en el trepador de Krüper y de Cabilia, se sinapomorfia la parte delantera del píleo negro en los machos (esta dimorfismo sexual está ausente en individuos jóvenes).

### Biogeografía
La filogenia establecida por Pasquet llegó a la conclusión de que la historia paleogeográfica del grupo sería: la divergencia entre los dos clados principales del «grupo canadensis» indica que hace más de cinco millones de años, cuando el clado de iedanti y krueperi se instaló en el Mediterráneo a finales del Mioceno, ocurrió en ese momento la crisis salina del Messiniense; ambas especies constituyeron divergentes hace más de 1.75 millones de años. El otro clado se dividió, a su vez, en tres, con poblaciones separadas en Asia al este —creando así al trepador canadiense—, y en el occidente, hace cerca de un millón de años, al marcar la separación entre los trepadores corso y chino.

## Estado de conservación
El área de distribución se estima en 1 810 000 de km², según BirdLife International. El número total no se conoce, pero en su guía para Asia del Este, Mark Brazil la categorizó como ave rara en China (que corresponde a un rango de 100 a 10 000 de parejas maduras) y se estima en menos de 1000 individuos migratorios en Corea. Las poblaciones están disminuyendo, posiblemente a causa de la destrucción de su hábitat, pero la especie se considera como de «menor preocupación» por la Unión Internacional para la Conservación de la Naturaleza. Un estudio de 2009 trató de predecir el impacto que el cambio climático puede tener sobre la distribución de varias especies de trepadores en Asia, y modeló dos escenarios: el trepador chino podría ver disminuida su distribución en un 79-8 a 80.4 % en los años 2040 a 2069.